# یواس‌اس آبنوس (ای‌ان-۱۵)
یواس‌اس آبنوس (ای‌ان-۱۵) (به انگلیسی: USS Ebony (AN-15)) یک کشتی بود که طول آن ۱۶۳ فوت ۲ اینچ (۴۹٫۷۳ متر) بود. این کشتی در سال ۱۹۴۱ ساخته شد.